# 红后竹
红后竹（学名：Phyllostachys rubicunda）为禾本科刚竹属下的一个种。